# NXT In Your House (2022)
L'édition 2022 de In Your House est un Premium Live Event de catch (lutte professionnelle) produit par la World Wrestling Entertainment, une fédération de catch américaine qui est télédiffusée et visible en paiement à la séance sur le WWE Network. Cet événement met en avant les Superstars de NXT, le club-école de la compagnie. Il a eu lieu le 4 juin 2022 au WWE Performance Center à Orlando (Floride). Il s'agit de la troisième édition de In Your House.

## Contexte
Les spectacles de la World Wrestling Entertainment (WWE) sont constitués de matchs aux résultats prédéterminés par les scénaristes de la WWE. Ces rencontres sont justifiées par des storylines – une rivalité avec un catcheur, la plupart du temps – ou par des qualifications survenues dans les shows de la WWE telles que Raw, SmackDown et NXT. Tous les catcheurs possèdent une gimmick, c'est-à-dire qu'ils incarnent un personnage gentil (Face) ou méchant (Heel), qui évolue au fil des rencontres. Un événement comme In Your House est donc un événement tournant pour les différentes storylines en cours,.

## Tableau des matchs
| Ordre par numéros                                                                         | Résultat | Stipulation(s)                                                                | Temps |
| ----------------------------------------------------------------------------------------- | --- | ----------------------------------------------------------------------------- | ----- |
| 1                                                                                         | The D'Angelo Family (Tony D'Angelo, Channing "Stacks" Lorenzo et Troy "Two Dimes" Donovan) bat Legado del Fantasma (Santos Escobar, Cruz Del Toro et Joaquin Wilde) (avec Elektra Lopez) | 6-Man Tag Team match L'équipe gagnante aura le contrôle sur l'équipe adverse. | 12:45 |
| 2                                                                                         | Toxic Attraction (Gigi Dolin et Jacy Jayne) (c) bat Katana Chance et Kayden Carter | Tag Team match pour les NXT Women's Tag Team Championship                     | 09:01 |
| 3                                                                                         | Carmelo Hayes (avec Trick Williams) bat Cameron Grimes (c) | Match simple pour le NXT North American Championship                          | 15:30 |
| 4                                                                                         | Mandy Rose (c) bat Wendy Choo | Match simple pour le NXT Women's Championship                                 | 11:08 |
| 5                                                                                         | Creed Brothers (Brutus et Julius Creed) bat Pretty Deadly (Elton Prince et Kit Wilson) (c)                                                                                               | Tag Team match pour les NXT Tag Team Championship                             | 15:19 |
| 6                                                                                         | Bron Breakker (c) bat Joe Gacy | Match simple pour le NXT Championship                                         | 15:50 |
| La lettre C placée entre parenthèses désigne la personne ou l’équipe championne en titre. | |                                                                               |       |